# Husebybakken Station
Husebybakken Station (Husebybakken stasjon) var en metrostation på Kolsåsbanen på T-banen i Oslo, der eksisterede i to omgange.
Den første station eksisterede fra 1942 til 19. juni 1961.
Den anden station blev oprettet 31. juli 2006 som midlertidig endestation for togene på Kolsåsbanen, mens den blev opgraderet til metrostandard. Stationen, der lå ved Husebybakken i Montebello, erstattede desuden Montebello Station. Den midlertidige station lukkede 31. maj 2008, for at den inderste del af Kolsåsbanen mellem stationen og Sørbyhaugen også kunne blive opgraderet. Mens dette stod på, vendte togene i stedet på Holmen på Røabanen. 18. august 2008 vendte de tilbage til Kolsåsbanen, hvor Montebello samtidig blev genåbnet.
59°56′13″N 10°40′14″Ø / 59.93694°N 10.6705°Ø